# 石川真佑
石川 真佑（いしかわ まゆ、2000年5月14日 - ）は、日本の女子バレーボール選手。

## 来歴
愛知県岡崎市出身。岡崎市立矢作南小学校3年生の時に姉と兄（石川祐希）がやっていたバレーボールに興味を持ち安城北ラビッツに入団する。
中学校は地元岡崎ではなく、長野市立裾花中学校に越境進学する。中学校時代には全日本中学校選手権大会に3年連続出場し、2013年（1年次）と2015年（3年次）の2回優勝を果たした。その栄誉を讃えられて長野県体育協会から記念品が贈呈された。
2016年に中学校を卒業すると、下北沢成徳高等学校に進学。高校1年からレギュラー選手となり、平成28年度全国高等学校総合体育大会（ソルトアリーナ防府）では決勝で宮部藍梨、水杉玲奈がいた金蘭会高等学校を3-0で下して優勝。さらにその冬（2017年1月）の第69回全日本高等学校選手権大会では決勝で就実高等学校を3-0で下して全国制覇を達成した。
2018年度の高校3年次ではチームの主将に就任。同年の平成30年度全国高等学校総合体育大会（サオリーナ）では1年次と同じ金蘭会高等学校との決勝で3-0と下して2年ぶり3度目の大会制覇を達成。続いて秋の第73回国民体育大会（三国体育館）の少年女子バレーボール競技の部では東京都代表として大阪府代表の金蘭会高等学校を3-1で下し、高校総体との二冠を達成。その年の冬（2019年1月）の第71回全日本バレーボール高等学校選手権大会では三冠を賭けて挑んだが、東九州龍谷高等学校との準決勝で2-3で敗れて夢は潰えた。

### 実業団入り以後
2019年1月16日、下北沢成徳でチームメイトだった野呂加南子、大﨑琴未と共にV・プレミアリーグの東レアローズに入団内定選手として発表され、早速2018/19シーズンファイナル8の久光製薬スプリングス戦（2019年3月9日、花巻市総合体育館アネックス）で先発出場、Vリーグデビューを果たした。
2019年4月、日本女子代表として初登録。7月に行われた第20回女子U20（ジュニア）世界選手権大会（メキシコのレオンおよびアグアスカリエンテスにて開催）の代表メンバーにも選出され、キャプテンとして今大会の全8試合にスターティングメンバーとして出場。自身もMVPとベストアウトサイドヒッターに輝く活躍をみせ、日本チームの優勝に大きく貢献した。
続く8月には日本B代表のメンバーとして、チームメイトの関菜々巳、水杉、大﨑と共に2019年アジア選手権に出場。準決勝でキム・ヨンギョン擁する韓国を破るなど若手主体のチームながら優勝という快挙を成し遂げ、自身もMVP・ベストアウトサイドスパイカーを獲得。その活躍が日本代表監督の中田久美に評価されてA代表に抜擢される形で9月のワールドカップメンバー入り。大会本戦ではアメリカ戦と大韓民国戦でスターティングメンバーに起用され、いずれの試合でもチーム最多得点を挙げるなどの活躍を見せた。
2020-21シーズンも全23試合（ファイナルステージ含む）に出場と安定した成績を残し、チームのレギュラーラウンド全勝優勝に貢献。2021年には東京オリンピック日本代表の最終メンバーに選出され、兄・石川祐希と共に2020東京五輪に出場。全5試合にフル出場と活躍した。2021-22シーズンも全試合に出場し502得点を記録（全体8位、日本人選手では井上愛里沙に次ぐ2位）、2022年度の日本代表にも選ばれ、世界選手権の出場など東レだけでなく日本代表の主力として活躍。
2022-23シーズンは、前シーズンに井上愛里沙が樹立した最多得点の日本記録584を大幅に更新する735点を挙げ、Vリーグ日本記録賞を受賞。その他、敢闘賞とベスト6も受賞するなど、チームのレギュラーラウンド優勝とシーズン準優勝に大きく貢献した
2023年4月25日、同30日付でチームを退団することが発表されたが、当初の一部スポーツ紙等での報道通り5月22日にセリエA（イタリア1部リーグ）・イル・ビゾンテ・フィレンツェへの加入がホームページ上で正式に発表された。2023年シーズンからは兄妹揃ってイタリアでプレーすることとなる。
2024年5月11日、セリエAのイゴール・ゴルゴンゾーラ・ノヴァーラとの2年契約が発表された。

## 人物・エピソード
- 2023年4月、東レの11シーズンぶりの優勝がかかるV1女子ファイナルのNECレッドロケッツ戦で、声を出してトスを呼び続けた。両チームで最多の68本の打数を記録し、重要なところで得点を重ね、セットカウント0-2からフルセットに持ち込んだ。最終セットで14-12とし、東レの優勝に王手をかけた段階で、セッターの関菜々巳は、最後は石川で決めるべく、石川にトスを集めた。しかし、石川はここで決め切ることが出来ず、東レは4連続失点で逆転負けを喫し、石川は試合後に泣き崩れた[31]。涙が止まらない石川を、ベテランの井上奈々朱が抱きかかえ労った。井上は、石川の試合に臨む姿勢がプロフェッショナルそのものだと讃えた[32]。最後まで石川にこだわったことは賛否を呼んだが、元日本代表の迫田さおりは、「大舞台で止められた悔しさ[注 2]を昇華させて大きく成長した、たくましい姿」と評した[31]。

## 所属チーム
- 岡崎市立矢作南小学校
- 長野市立裾花中学校
- 下北沢成徳高等学校
- 東レアローズ #17→#12→#10（2019-2023年）
- イル・ビゾンテ・フィレンツェ（2023-2024年）
- イゴール・ゴルゴンゾーラ・ノヴァーラ（2024年-）

## 球歴
- アンダーカテゴリー
  - 2019年 第20回女子U20（ジュニア）世界選手権大会（優勝）
- 日本代表（Bチーム） - 2019年
  - アジア選手権 - 2019年（優勝）[15]
- 日本代表 - 2019年-
  - 2019年 ワールドカップ：5位
  - 2019年 アジア選手権：優勝
  - 2021年 ネーションズリーグ：4位
  - 2021年 東京オリンピック：10位
  - 2022年 ネーションズリーグ：7位
  - 2022年 世界選手権：5位
  - 2024年 ネーションズリーグ：2位
  - 2024年 パリオリンピック：9位
  - 2025年 ネーションズリーグ

## 受賞歴
- 2019年 第20回女子U20世界選手権大会：MVP / ベストアウトサイドヒッター[13]
- 2019年 2019-20 V.LEAGUE DIVISION1 WOMEN：最優秀新人賞
- 2023年 2022-23 V.LEAGUE DIVISION1 WOMEN：敢闘賞、ベスト6、Vリーグ日本記録賞

## 個人成績
V.LEAGUEの個人成績は下記の通り（ファイナルステージ含む）。
| 大会            | チーム          | 出場     | 出場        | アタック | アタック | アタック | アタック | バックアタック | バックアタック | バックアタック | バックアタック | アタック 決定本数 | ブロック | ブロック       | サーブ | サーブ         | サーブ   | サーブ | サーブ | サーブ   | サーブレシーブ | サーブレシーブ | サーブレシーブ | サーブレシーブ | 総得点      | 総得点      | 総得点   | 総得点      |
| --------------- | --------------- | -------- | ----------- | -------- | -------- | -------- | -------- | -------------- | -------------- | -------------- | -------------- | ----------------- | -------- | -------------- | ------ | -------------- | -------- | ------ | ------ | -------- | -------------- | -------------- | -------------- | -------------- | ----------- | ----------- | -------- | ----------- |
| 大会            | チーム          | 試 合 数 | セ ッ ト 数 | 打 数    | 得 点    | 失 点    | 決 定 率 | 打 数          | 得 点          | 失 点          | 決 定 率       | セ ッ ト 平 均    | 得 点    | セ ッ ト 平 均 | 打 数  | ノ 丨 タ ッ チ | エ 丨 ス | 失 点  | 効 果  | 効 果 率 | 受 数          | 成 功 ・ 優    | 成 功 ・ 良    | 成 功 率       | ア タ ッ ク | ブ ロ ッ ク | サ 丨 ブ | 得 点 合 計 |
| V1 2018-19      | 東レ            | 8        | 7           | 13       | 7        | 0        | 53.8     | 0              | 0              | 0              | -              | 1.00              | 0        | -              | 10     | 0              | 0        | 2      | 1      | -2.5     | 43             | 14             | 10             | 44.2           | 7           | 0           | 0        | 7           |
| V1 2019-20      | 東レ            | 24       | 92          | 903      | 353      | 67       | 39.1     | 92             | 32             | 12             | 34.8           | 3.84              | 20       | 0.22           | 251    | 11             | 9        | 51     | 63     | 9.2      | 499            | 232            | 118            | 58.3           | 353         | 20          | 20       | 393         |
| V1 2020-21      | 東レ            | 23       | 81          | 758      | 319      | 46       | 42.1     | 107            | 24             | 14             | 22.4           | 3.94              | 20       | 0.25           | 356    | 3              | 15       | 41     | 102    | 9.3      | 551            | 265            | 124            | 59.3           | 319         | 20          | 18       | 357         |
| V1 2021-22      | 東レ            | 34       | 123         | 1177     | 456      | 94       | 38.7     | 120            | 30             | 15             | 25.0           | 3.71              | 37       | 0.30           | 489    | 13             | 12       | 53     | 136    | 9.4      | 775            | 416            | 173            | 64.8           | 456         | 37          | 25       | 518         |
| V1 2022-23      | 東レ            | 37       | 146         | 1626     | 695      | 87       | 42.7     | 185            | 63             | 12             | 34.1           | 4.76              | 59       | 0.4            | 563    | 17             | 27       | 90     | 160    | 10.9     | 799            | 429            | 177            | 64.8           | 695         | 59          | 44       | 798         |
| 通算：5シーズン | 通算：5シーズン | 126      | 449         | 4477     | 1830     | 294      | 40.9     | 504            | 149            | 53             | 29.6           | 4.08              | 136      | 0.30           | 1669   | 44             | 63       | 237    | 462    | 9.8      | 2667           | 1356           | 602            | 62.1           | 1830        | 136         | 107      | 2073        |

## 出演

### YouTube
' 【カンテレ公式】カンテレバレーボール チャンネル
- 新鍋理沙×東レアローズ・石川真佑　SPインタビュー＜第１セット＞「同じ道を通ってきた先輩だからこそ聞ける、東京五輪の話」【バレー・Vリーグ　2021/2022シーズン開幕直前企画】（2021年10月12日）
- 新鍋理沙×東レアローズ・石川真佑　SPインタビュー＜第２セット＞「今シーズンに賭ける思い」【バレー・Vリーグ　2021/2022シーズン開幕直前企画】（2021年10月13日）
- 新鍋理沙×東レアローズ・石川真佑 SPインタビュー＜第3セット＞「気になる兄・祐希との兄妹の絆＆理沙さん教えて！」【バレー・Vリーグ 2021/2022シーズン開幕直前企画】（2021年10月14日）
- 新鍋理沙×東レアローズ・石川真佑　SPインタビュー＜第二弾＞【バレー・Vリーグ　天皇杯・皇后杯、真っ只中に直撃！】（2021年12月18日）

' 岡崎市公式
- 岡崎市（公式）/石川真佑選手から岡崎市民のみなさんへ【東京2020】（2021年07月20日）

### CM
- インターメスティック「Zoff」（2024年10月4日 - ）[34]

### その他
- 月バレ.com｜東レアローズ石川真佑選手のタテヨココネクション（2018年06月05日）